# Van Marken
Van Marken is een uit Baambrugge afkomstig geslacht dat vooral bestuurders van Weesp leverde, en de industrieel Jacques van Marken.

## Geschiedenis
De stamreeks begint met Cornelis Cossen van Marcken die, geboren in Baambrugge, vleeshouwer, raad en weesmeester van Weesp werd en daar rond 1680 overleed. Veel van zijn nakomelingen werden ook bestuurder van Weesp, net als vele aangetrouwde leden, en dit gedurende meer dan een eeuw. Voorts was nageslacht oprichter en firmant van de commissionnairsfirma van Marken en Middendorp, in de 20e eeuw onderdeel van MeesPierson.

## Enkele telgen
Cornelis Cossen van Marcken, vleeshouwer, raad en weesmeester van Weesp
- Bruyningh van Marken, brandewijnbrander, thesaurier, raad, schepen en burgemeester van Weesp
  - Pieternella van Marken (†1719); trouwde met Huybert Snoeck, secretaris van Weesp
- Cornelis van Marken (†1715), brouwer, raad, schepen en burgemeester van Weesp
  - Aertie van Marken; trouwde in 1681 met Pieter Cornelisz. Prins, secretaris van Weesp
- Jacob van Marken, commissaris van huwelijkszaken te Weesp
- Bruyningh van Marken (1674-?), korenwijnbrander, raad en schepen van Weesp
  - Jan van Marken, commissaris van huwelijkszaken en schepen van Weesp
    - Cornelis Coopman van Marken (1694-1768), notaris, raad en burgemeester van Weesp
      - Jan van Marken (1737-1804)
        - Ida van Marken (1773-1851); trouwde in 1799 met Jan Vastwijk (1776-1846), wethouder van Weesp

  - Nicolaas van Marken (1680-1753), schout van Weesp
    - Cornelis van Marken (1716-1799), raad, burgemeester en kerkmeester van Weesp
      - Pieter Adrianus van Marken (1748-1775), schepen van Weesp
- Anthony van Marken, brouwer
  - Jan van Marken (1674-1748), korenwijnbrander, raad en burgemeester van Weesp, hoogheemraad Zeeburg en Diemerdijk
    - Cornelis van Marken (1702-1775), schout, schepen en burgemeester van Weesp, hoogheemraad Zeeburg en Diemerdijk
      - Mr. Matthijs van Marken (1726-1785), secretaris en schepen van Weesp
      - Jacob van Marken (1733-1794), notaris, secretaris van Weesp, Weesperkarspel en de Hoog Bijlemer
        - Ds. Barend (Bernardus) van Marken (1766-1837), predikant
          - Ds. Jacob Cornelis van Marken (1809-1886), predikant
            - Jacob Cornelis (Jacques) van Marken (1845-1906), industrieel; trouwde in 1869 met Agneta Wilhelmina Johanna Matthes (1847-1909), onderneemster
            - Evert Pieter van Marken (1848-1924), mede-oprichter en lid firma van Marken en Middendorp, commissionnairs in effecten te Amsterdam (later Heldring & van Marken), stamvader van de commissionnairstak waarvan vele leden firmanten waren

    - Anthonie van Marken (1716-1788), makelaar, schepen en raad van Weesp

Geslachten die opgenomen zijn in het sinds 1910 verschijnende genealogische naslagwerk Nederland's Patriciaat. Lijst volgens opgave van het CBG Centrum voor familiegeschiedenis.
A · B · C · D · E · F · G · H · I · J · K · L · M · N · O · P · Q · R · S · T · U · V · W · Y · Z